# Gimax
»Gimax« (s pravim imenom Carlo Franchi), italijanski dirkač Formule 1, * 1. januar 1938, Milano, Italija. † 13. januar 2021.
Carlo Franchi, ki je dirkal pod psevdonimom »Gimax« je v svoji karieri nastopil le na domači dirki za Veliko nagrado Italije v sezoni 1978, kjer se mu z dirkalnikom Surtees TS20 moštva Team Surtees ni uspelo kvalificirati na dirko. V sezoni 1979 je dirkal v prvenstvu Britanske Formule 1 in na štirih dirkah ob dveh odstopih dosegel peto in deveto mesto.

## Popolni rezultati Formule 1
(legenda) (odebeljene dirke pomenijo najboljši štartni položaj, poševne pa najhitrejši krog, †-uvrščen kljub odstopu)
| Leto | Moštvo       | Šasija       | Motor       | 1   | 2   | 3   | 4    | 5   | 6   | 7   | 8   | 9   | 10 | 11  | 12  | 13  | 14      | 15  | 16  | Prv | Toč |
| ---- | ------------ | ------------ | ----------- | --- | --- | --- | ---- | --- | --- | --- | --- | --- | -- | --- | --- | --- | ------- | --- | --- | --- | --- |
| 1978 | Team Surtees | Surtees TS20 | Cosworth V8 | ARG | BRA | JAR | ZZDA | MON | BEL | ŠPA | ŠVE | FRA | VB | NEM | AVT | NIZ | ITA DNQ | ZDA | KAN | -   | 0   |